# Лескин, Анатолий Степанович
Анато́лий Степа́нович Ле́скин (17 октября 1935, Крюково, Куйбышевский край — 14 декабря 2013, Тольятти, Самарская область) — советский и российский врач-хирург, лауреат Государственной премии СССР.

## Биография
Родился в крестьянской семье.
В 1953 году окончил среднюю школу в селе Лермонтово в Пензенской области и поступил на лечебный факультет Государственного медицинского института в Куйбышеве, который окончил в 1959 году.
После окончания института работал в Яны-Кургане, в 1960 году переехал в Чапаевск, где работал в больнице врачом-хирургом, а затем заведующим отделением.
В 1977 году переехал в Тольятти, где работал заместителем главного врача по хирургии МСЧ № 1 АвтоВАЗа. С 1991 по 2007 год являлся главным специалистом по хирургии.
Под его руководством в 1984 году в Тольятти была создана хирургическая больница.
Автор многочисленных публикаций, соавтор некоторых патентованных изобретений.
Похоронен на Баныкинском кладбище Тольятти.

## Семья
Сын Андрей и дочь Елена. Отчим известного тольяттинского священника протоиерея Димитрия Лескина.

## Публикации
- Г. П. Котельников, А. С.  Лескин. Тактика хирургического лечения пострадавших с тяжелой сочетанной травмой живота // Травматология и ортопедия России: научно-практический журнал : журнал. — 2004. — Вып. 2. — С. 20—25. — ISSN 0869-8106.
- «О ближайших результатах резекций печени», 1978 г.;
- «К вопросу применения немагнитных сплавов в медицине», 1990 г.
- Рахимов Б. М., Лескин А. С. Хирургическое лечение рака поджелудочной железы. Сборник «Хирургия поджелудочной железы на рубеже веков». — Тольятти. Москва. — 2000 г. — С. 119—120,
- Колесников В. В., Лескин А. С., Березин А. В. К тактике хирургического лечения повреждений селезёнки. //Актуальные вопросы медицины (Материалы научно-практической конференции врачей Куйбышевской области). — Тольятти, 1990. — С. 4-8.
- Колесников В. В., Лескин А. С., Фёдоров А. П., Бормотов А. В. Регенерация селезеночной ткани при её аутотрансплантации после спленэктомии. //Вестник хирургии им. И. И. Грекова. −1989. — № 4. — С. 94.
- Б. М. Рахимов, А. С. Лескин, А. П. Федоров. Хирургическое  лечение  очаговых поражений печени // Анналы хирургической гепатологии : журнал. — 1998. — Т. 3, вып. 1. — С. 19—22.
- Рахимов Б. М., Лескин А. С. Хирургическое лечение объемных обпразований печени . // Анналы хирургической гепатологии. Т. 1 1996. Приложение. С. 244—245.
- Федоров А. П., Лескин А. С., Колесников В. В., Бормотов А. В., Березин А.В Регенерация поджелудочной железы у человека // Актуальные вопросы медицины (Материалы научно-практической конференции врачей Куйбышевской области). — Тольятти, 1990. — С. 10-12.
- Колесников В. В., Котельников ГЛ., Лескин А. С., Рахимов Б. М., Онищенко Н. С. К протоколу лечения пострадавших с политравмой // Третья республиканская научно-практическая конференция с международным участием «Проблемы кровотечения в экстренной медицине». — Ташкент, 2003. -С. 57-59.
- Колесников В. В. Котельников ГЛ., Лескин А. С., Рахимов Б. М., Онищенко Н. С. О выполнении операций по неотложным и срочным показаниям у пострадавших с тяжелой сочетанной травмой // Третья республиканская научно-практическая конференция с международным участием «Проблемы кровотечения в экстренной медицине». — Ташкент, 2003. — С. 252—253.
- Колесников В. В. Котельников Г. П., Лескин А. С., Онищенко Н. С. Динамическая оценка компенсации жизненно важных систем пострадавших с тяжелой сочетанной травмой и тактика хирургического лечения их с позиции «пограничного состояния» // Актуальные проблемы клинической медицины 2003. (Материалы научно-практической конференции, посвященной 30-летию анестезиологической службы ГКБ № 5 «МедВАЗ»). — Тольятти, 2003. — С. 60-65.
- Оплата операций — важнейший стимул к улучшению и совершенствованию хирургической работы//В кн.:Материалы Пленума Ассоциации травматологов-ортопедов России.- Ростов-на-Дону, 18-21 сентября 1996.- с. 363—365. (соавт. А. С. Лескин, В. В. Колесников, В. В. Козлов, Н. Л. Кардаков, В. А. Давыденко, В. Д. Шатохин).
- Хирургическое лечение осложненного эхинококком печени. //Анналы хирургической гепатологии — 1997. Т.2 Стр. 55-56 (соавт. А. С. Лескин, А. П. Федоров).
- Хирургическое лечение осложнений рака поджелудочной железы. // Анналы хирургической гепатологии — 1998. Т.3, № 3. Стр. 241 (соавт. А. С. Лескин, А. П. Федоров, Г. И. Шевчук, О. П. Крехно).

## Награды
- «Отличник здравоохранения» (1973);
- «Заслуженный врач РСФСР» (1987);
- Государственная премия СССР (1989) — за выдающиеся достижения в труде и научно-техническом творчестве;
- Почётный гражданин города Тольятти (2003) — за особые заслуги перед городским сообществом и большой вклад в развитие здравоохранения г. Тольятти[1].